# Nossa Senhora da Vila, Nossa Senhora do Bispo e Silveiras
Nossa Senhora da Vila, Nossa Senhora do Bispo e Silveiras (oficialmente: União de Freguesias de Nossa Senhora da Vila, Nossa Senhora do Bispo e Silveiras) é uma freguesia portuguesa do município de Montemor-o-Novo, com 419,49 km² de área e 10 837 habitantes (censo de 2021). A sua densidade populacional é 25,8 hab./km².

## História
Foi criada aquando da reorganização administrativa de 2012/2013,  resultando da agregação das antigas freguesias de Nossa Senhora da Vila, Nossa Senhora do Bispo e Silveiras.

## Demografia
A população registada nos censos foi:
| Distribuição da População por Grupos Etários | Distribuição da População por Grupos Etários | Distribuição da População por Grupos Etários | Distribuição da População por Grupos Etários | Distribuição da População por Grupos Etários | Distribuição da População por Grupos Etários |
| -------------------------------------------- | -------------------------------------------- | -------------------------------------------- | -------------------------------------------- | -------------------------------------------- | -------------------------------------------- |
| Antes da agregação                           |                                              |                                              |                                              |                                              |                                              |
| Ano                                          | 0-14 anos                                    | 15-24 anos                                   | 25-64 anos                                   | >= 65 anos                                   | Total                                        |
| 2001                                         | 1588                                         | 1541                                         | 5870                                         | 2675                                         | 11674                                        |
| 2011                                         | 1569                                         | 1122                                         | 6026                                         | 2851                                         | 11568                                        |
| Após a agregação                             |                                              |                                              |                                              |                                              |                                              |
| Ano                                          | 0-14 anos                                    | 15-24 anos                                   | 25-64 anos                                   | >= 65 anos                                   | Total                                        |
| 2021                                         | 1409                                         | 1043                                         | 5574                                         | 2811                                         | 10837                                        |